# Chroniques du monde émergé
Chroniques du monde émergé (titre original : Cronache del Mondo Emerso) est une trilogie de romans de fantasy de Licia Troisi. La trilogie comprend Nihal de la Terre du Vent, La Mission de Sennar et Le Talisman du pouvoir. Elle raconte l'histoire de Nihal, demi-elfe orpheline dont le peuple a été exterminé par un mage noir, le Tyran.
Neuf ans après la parution du troisième tome, un nouvel ouvrage est publié qui prolonge la série.

## Ouvrages
1. Nihal de la Terre du Vent, Pocket Jeunesse, 2008 ((it) Nihal della terra del vento, 2004)
2. La Mission de Sennar, Pocket Jeunesse, 2009 ((it) La missione di Sennar, 2004)
3. Le Talisman du pouvoir, Pocket Jeunesse, 2009 ((it) Il talismano del potere, 2005)
4. (it) Le storie perdute, 2014

### Nihal de la Terre du Vent
Nihal est une jeune fille très étrange : oreilles pointues, cheveux bleus, yeux violets, etc. Tout la distingue des autres habitants du Monde Émergé. Fille d'un célèbre armurier, elle passe son temps à jouer à la guerre avec une bande de garçons.
Mais la nuit des voix plaintives et des images de mort hantent l'esprit de Nihal, et lorsque le Tyran envahit la Terre du Vent, elle comprend que ses cauchemars sont devenus réalité. Nihal doit devenir une vraie guerrière et défendre la paix, à tout prix. Ses seuls alliés sont Sennar, un jeune magicien, et une infaillible épée de cristal noir.

### La Mission de Sennar
Convaincu que le Monde Émergé ne peut plus résister seul aux armées du Tyran, Sennar le magicien supplie le Conseil des Mages de le laisser partir à la recherche du Monde Submergé, où il pourra obtenir l'aide de ses habitants, mais ce continent a rompu tout contact avec le Monde Émergé depuis plus d'un siècle. Sennar ne dispose pour s'y rendre que d'une ancienne carte à demi-effacée par le temps. De son côté, Nihal, la jeune guerrière aux cheveux bleus, poursuit son apprentissage de chevalier du dragon. Mais le souvenir de Sennar, qu'elle a blessé au visage lors de sa dernière entrevue la hante douloureusement.

### Le Talisman du pouvoir
Grâce à son armée de fantômes, le Tyran est près de remporter la guerre contre les Terres libres. Seule Nihal peut encore l'arrêter. Si elle parvient à réunir les huit pierres d'un mystérieux talisman, dispersées dans les huit Terres du Monde Émergé, Nihal pourra durant une journée invoquer les Esprits de la nature et contrer la magie du Tyran. Escortée par Sennar et Laïo, elle se lance dans cette mission au terme de laquelle elle découvrira son destin.

## Le Monde Émergé
Les personnages de cette trilogie voyagent et évoluent dans un monde fictif, le Monde Émergé. C'est un pays divisé en neuf Terres : la Grande Terre qui se trouve au centre et huit Terre qui l'entourent. Elles se nomment Terre de l'Eau, Terre du Vent, Terre des Roches, Terre de Feu, Terre de la Nuit, Terre des Jours, Terre du Soleil et Terre de la Mer. Ces neuf Terres sont bordées par la mer et par un Grand désert. Dans le tome deux est mentionné un autre monde, le Monde Submergé.

## Personnages principaux

### Nihal
Jeune demi-elfe, elle a les cheveux bleus, les yeux violets et les oreilles en pointe. Elle habite Salazar, une tour-cité de la Terre du Vent, et a été élevée par Livon, un armurier. Elle est passionnée par la guerre, et se bat comme un homme. Elle ignore tout de ses origines jusqu'au jour où elle entend des Fammins, créatures monstrueuses créées par le Tyran pour combattre l'armée des Terres libres, la traiter de demi-elfe. Elle questionne sa tante Soana la magicienne, la sœur de Livon, qui lui avoue qu'elle est la seule survivante du peuple des demi-elfes, exterminé par le Tyran bien des années plus tôt. Elle décide alors de devenir chevalier du dragon pour pouvoir venger les gens de sa race. Mais elle doit affronter beaucoup d'obstacles, principalement le fait qu'une femme n'a pas sa place dans l'armée, selon la majorité de la population. Elle finit par prouver sa valeur, et réussit à rentrer à l'Académie, dans laquelle elle s'entraine pour réaliser son rêve. Elle rencontre Ido, son "maître" qui lui apprendra à maîtriser la colère qu'elle a en elle. Elle découvrira par Reïs qu'elle est Sheïreen, la "consacrée" destinée à combattre Marvash, le Tyran . Avec l'aide de Sennar et de Laïo, son écuyer, elle rassemblera les pierres du talisman du pouvoir (un artéfact que seuls les elfes et demi-elfes peuvent contrôler) et vaincra le Tyran. Elle mourra à bout de force en sauvant Sennar, mais est ramenée à la vie par Phos l'elfe-follet. 

### Sennar
Jeune garçon, il a deux ans de plus que Nihal. Il est mince et possède une tignasse rousse reconnaissable. Il est l'apprenti de la magicienne Soana, pour devenir à son tour un magicien. Il rencontre Nihal lorsqu'il la provoque en duel à l'épée, à Salazar (l'enjeu est un magnifique poignard que Livon venait tout juste d'offrir à la demi-elfe). La jeune fille est très sûre d'elle, car personne ne l'a encore battue, mais elle l'est tout de même, grâce à un enchantement qui transforme son bâton en serpent. Sennar repart avec le poignard, mais ayant trouvé sa conduite déloyale, Nihal le déteste immédiatement. Sennar revoit Nihal quand celle-ci décide d'apprendre la magie chez sa tante Soana, car il est lui aussi l'apprenti de la magicienne. Ils sont donc forcés de se côtoyer. Ils finissent par devenir amis quand Sennar vient lui tenir compagnie lors d'une épreuve qu'elle doit passer seule en pleine forêt, la nuit, et qui la terrorise. Ils sont depuis les meilleurs amis du monde.

### Fen
Chevalier de l'Ordre du dragon, lui et son dragon Gaart arpentent le Monde Émergé pour venir en aide aux villages attaqués par le Tyran. C'est un beau jeune homme qui fait chavirer le cœur de Nihal mais dont le cœur est déjà pris par Soana. Il est le maître d'armes de Nihal et il dirige son entraînement jusqu'à ce qu'elle devienne un chevalier du dragon. Il meurt lors de la première bataille de Nihal dans le tome 1, Nihal de la Terre du vent.

### Soana
Cette grande magicienne siège au conseil et est la tante de Nihal ainsi que son maître de magie. Elle est aussi le maître de Sennar. Fen est l'amour de sa vie qu'elle aime profondément. Elle remue ciel et terre pour retrouver des restes du passé et de la civilisation perdue de Nihal. Sennar la remplace au conseil.

### Le Tyran
De son vrai nom Aster, c'était autrefois un jeune mage très talentueux. Promu au conseil dès son adolescence, il a fini par prendre goût au pouvoir et a renvoyé plusieurs autres membres. Il finit par quitter le conseil sous la honte pour devenir le Tyran. Il rassemble une armée de milliers de guerriers impitoyables, parmi lesquels des Fammins, gnomes et humains pour conquérir le Monde Émergé. Il est maintenant connu sous le nom de Mage Noir ou Tyran et domine une grande partie du Monde Émergé. Lors de la dernière bataille, Nihal affronte le Tyran et découvre qu'il n'est pas celui qu'elle s'était représenté physiquement.

### Ido
Maître d'arme de Nihal qui l'entraîne à devenir chevalier du dragon, c'est un grand guerrier nain, le frère de Dola, un bras droit du Tyran. Il a servi ce dernier par le passé et a lui-même participé au massacre des demi-elfes avant de se repentir auprès des Terres libres. Ido est un gnome.

## Adaptation
Une adaptation en bande dessinée a été publiée chez 12 bis en 2011. Prévue en deux tomes, la série ne reprend pas les romans, mais raconte l'enfance de Nihal et sa rencontre avec les autres personnages. Le scénario a été écrit par Roberto Recchioni et dessiné par Massimo Dall'Oglio et Gianluca Gugliotta. 